# Puebla de Sancho Pérez
Puebla de Sancho Pérez je španělská obec situovaná v provincii Badajoz (autonomní společenství Extremadura).

## Poloha
Obec je vzdálena 4,2 km od města Zafry, 65,6 km od Méridy a 78 km od města Badajoz. Patří do okresu Zafra – Río Bodión a soudního okresu Zafra.

## Historie
V roce 1834 se obec stává součástí soudního okresu Zafra. V roce 1842 čítala obec 420 usedlostí a 1720 obyvatel.

## Odkazy

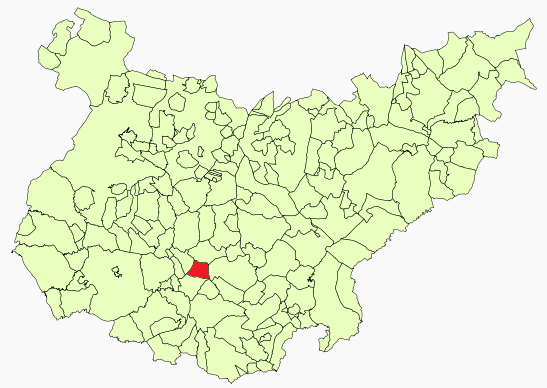
Poloha obce v provincii Badajoz

## Demografie
| Populace obce Puebla de Sancho Pérez z let (1842–2010) | Populace obce Puebla de Sancho Pérez z let (1842–2010) | Populace obce Puebla de Sancho Pérez z let (1842–2010) | Populace obce Puebla de Sancho Pérez z let (1842–2010) | Populace obce Puebla de Sancho Pérez z let (1842–2010) | Populace obce Puebla de Sancho Pérez z let (1842–2010) | Populace obce Puebla de Sancho Pérez z let (1842–2010) | Populace obce Puebla de Sancho Pérez z let (1842–2010) | Populace obce Puebla de Sancho Pérez z let (1842–2010) | Populace obce Puebla de Sancho Pérez z let (1842–2010) | Populace obce Puebla de Sancho Pérez z let (1842–2010) | Populace obce Puebla de Sancho Pérez z let (1842–2010) | Populace obce Puebla de Sancho Pérez z let (1842–2010) | Populace obce Puebla de Sancho Pérez z let (1842–2010) | Populace obce Puebla de Sancho Pérez z let (1842–2010) | Populace obce Puebla de Sancho Pérez z let (1842–2010) | Populace obce Puebla de Sancho Pérez z let (1842–2010) | Populace obce Puebla de Sancho Pérez z let (1842–2010) |
| ------------------------------------------------------ | ------------------------------------------------------ | ------------------------------------------------------ | ------------------------------------------------------ | ------------------------------------------------------ | ------------------------------------------------------ | ------------------------------------------------------ | ------------------------------------------------------ | ------------------------------------------------------ | ------------------------------------------------------ | ------------------------------------------------------ | ------------------------------------------------------ | ------------------------------------------------------ | ------------------------------------------------------ | ------------------------------------------------------ | ------------------------------------------------------ | ------------------------------------------------------ | ------------------------------------------------------ |
| 1842                                                   | 1857                                                   | 1860                                                   | 1877                                                   | 1887                                                   | 1897                                                   | 1900                                                   | 1910                                                   | 1920                                                   | 1930                                                   | 1940                                                   | 1950                                                   | 1960                                                   | 1970                                                   | 1981                                                   | 1991                                                   | 2001                                                   | 2010                                                   |
| 1720                                                   | 2 015                                                  | 2 064                                                  | 2 295                                                  | 2 595                                                  | 2 526                                                  | 2 790                                                  | 2 944                                                  | 2 786                                                  | 3 304                                                  | 3 554                                                  | 3 861                                                  | 3 827                                                  | 3 083                                                  | 2 913                                                  | 2 968                                                  | 2 887                                                  | 2 910                                                  |